# Diocèse d'Ambato
Le diocèse d'Ambato (en latin : Dioecesis Ambatensis ; en espagnol : Diócesis de Ambato) est un diocèse de l'Église catholique en Équateur suffragant de l'archidiocèse de Quito.

## Territoire
Le diocèse gère la province de Tungurahua. Il possède un territoire d'une superficie de 3 386 km2 divisé en 53 paroisses. L'évêché est à Ambato avec la basilique-cathédrale de Notre-Dame de l'Élévation (es) qui est un lieu de pèlerinage car la Vierge serait apparue en 1695 à un indien du nom de Juan Chacarín en lui demandant de faire peindre un tableau selon le modèle de l'apparition et de faire construire une église,. Le sanctuaire de Notre-Dame du Rosaire à Baños est un autre lieu de pèlerinage du diocèse. Vers 1570, une statue provisoirement placée  dans une hutte par les missionnaires dominicains se déplace dans les airs pour se poser près d'une source. La Vierge apparaît ensuite au prêtre pour demander l'érection d'une église près de la source en promettant la guérison des malades qui se baigneraient dans ces eaux.

## Histoire
Le diocèse est érigé le 28 février 1948 avec la bulle Quae ad maius du pape Pie XII en prenant sur le territoire de l'archidiocèse de Quito.
Par la lettre apostolique Quemadmodum plantaria du 18 juillet 1952, le pape Pie XII proclame que la Vierge, connu sous le vocable de Notre-Dame de l'Élévation, est la principale patronne du diocèse.
La nouvelle cathédrale est inaugurée le 12 décembre 1954 en présence du président José María Velasco Ibarra. Elle vient en remplacement de la chapelle construite en 1698 et détruite par le tremblement de terre de 1949. Elle est élevée au rang de basilique le 29 avril 1961 par un décret du pape Jean XXIII.
Par un bref du 3 mars 1957, le pape Pie XII déclare Notre-Dame du Rosaire de Baños patronne principale des missions de l'est de l'Équateuret autorise le couronnement de la statue de la Vierge. Elle est solennellement couronnée le 13 décembre 1959 par le cardinal Carlos María Javier de la Torre.

## Évêques
- Bernardino Echeverría Ruiz, O.F.M (1949-1969) nommé archevêque de Guayaquil
- Vicente Rodrigo Cisneros Durán (1969-2000) nommé archevêque de Cuenca
- Germán Trajano Pavón Puente (2001-2015)
- Jorge Giovanny Pazmiño Abril, O.P (2015- )